# Louis Niel
Pour les articles homonymes, voir Niel.
Louis Niel, né le 25 octobre 1872 à Aubin (Aveyron) et mort le 18 août 1952 à Bastia (Haute-Corse), est un syndicaliste français. Il a été secrétaire général de la Confédération générale du travail (CGT) du 24 février au 13 juillet 1909.

## Biographie
Les notations biographiques concernant Louis Niel sont éparses et fragmentaires. La notice que lui consacre le Dictionnaire biographique du mouvement ouvrier français (le Maitron) ne livre que peu de choses sur l'homme. La plupart des ouvrages consacrés au syndicalisme des années 1900 ne reprennent que des notations qui relèvent plus du jugement que de l'étude de l'action réelle. Les cinq mois durant lesquels Louis Niel a dirigé la Confédération générale du travail, semblent annihiler le militant syndical qu'il a été, en le « condamnant » à porter une étiquette de « réformiste ».
Marié, père de deux enfants Louis Niel aurait pour profession d'origine celle de garçon de café, à Sète (Cette), puis à Montpellier, où il s'installe en 1888. Il devient typographe. Autodidacte comme la plupart des militants syndicalistes de l'époque, il dispose cependant d'un capital scolaire supérieur au certificat d'études. Après qu'il eut quitté le secrétariat de la CGT, il travaille comme correcteur au journal Le Temps. Il quitte Paris après quelques années, pour s'installer à Toulouse. Il aurait été employé à la Société des auteurs et compositeurs dramatiques. Vers 1935, Albert Bedouce, le maire socialiste de la « ville rose », l'aurait fait entrer dans un service de la municipalité. Ce peu de renseignements semble indiquer que contrairement à ce qu'il est affirmé par ailleurs, Niel garde contact, de loin avec le mouvement mutualiste ou ouvrier. En juillet 1901 ou plus sûrement en août 1900, il est élu secrétaire de la Bourse du travail de Montpellier. Cette nomination ne vient pas par hasard mais sans doute à la suite d'un militantisme, qui lui a donné une bonne notoriété locale. Son élection et celle de ses deux adjoints est considérée comme une victoire des anarchistes. Le fait qu'il soit salarié par la municipalité n'est pas disqualifiant dans cette région du « Midi rouge ». Les municipalités républicaines ont permis une implantation de ces structures. Ainsi, à Montpellier, la municipalité accorde dès 1891 un local aux syndicats, alors qu'il n'existe pas encore d'Union syndicale. Louis Niel est âgé de 29 ans en 1901. Il commence alors une activité syndicaliste nationale, constante et très argumentée. Il demeure secrétaire général de la Bourse du travail de Montpellier jusqu'en 1909, année où son élection au secrétariat de la CGT l'amène temporairement à quitter la ville languedocienne.

### 1901-1910 un syndicaliste de premier plan
La décennie qui suit l'accession de Niel à un poste clé du syndicalisme héraultais le montre infatigable. Il participe de 1901 à 1910 inclus à tous les congrès de la jeune Confédération générale du travail. Et le terme « participe » est faible, car lors de chacun d'entre eux, il préside des séances, intervient dans les débats, présente des motions, défend des points de vue, qui au sein de la mouvance Syndicaliste-révolutionnaire témoignent d'une originalité qui le fait se démarquer des autres leaders syndicaux.

#### Syndicalisme et socialisme à Montpellier
Le peu qui apparaît sur l'activité de Niel avant 1901 laisse supposer qu'il a participé à des réunions anarchistes avant de devenir un des leaders du syndicalisme montpelliérain. Ce qui est sûr, c'est qu'en juin 1901, il participe à Londres à un meeting organisé par les Trade-Unions anglais. Il figure parmi la cinquantaine de délégués français à y avoir été invité. Jean Maitron remarque qu'il est avec Émile Pouget un des orateurs à cette rare réunion internationale L'Hérault est une terre tôt « labourée » par le syndicalisme. Parmi eux, les typographes sont précurseurs. Dès 1870, ils s'organisent en syndicat, menant grève à l'occasion comme en 1881. La Bourse du travail de Montpellier, officiellement créée en 1891, est fort active et la désignation de la ville, pour accueillir en 1902 le 7e Congrès de la CGT, ne tient pas seulement de la personnalité de son leader. Parallèlement au syndicalisme, cette partie du Languedoc, voit s'épanouir le mouvement socialiste. L'ouvrier typographe Jean-Baptiste Bénézech, fondateur de la Bourse du travail, entre en 1896 au conseil municipal de la ville. Bien que membre du POF, l'activité de Benezech, élu député de la première circonscription de l'Hérault de 1898 à sa mort en 1909, montre un homme rassembleur, peu amateur de controverse doctrinale, qui aspire à l'unité socialiste. Il adhère en 1905 au Parti socialiste, unifié. Or Louis Niel, dont on peut supposer qu'il connaît son député, est dit avoir rallié le même parti à la même époque.

#### Artisan de la refondation syndicale de la CGT, 1902
Louis Niel participe au 6e Congrès de la CGT, tenu à Lyon du 23 au 27 septembre 1901. Mais quelques jours avant ce congrès, il participe au 9e Congrès de la Fédération des Bourses du travail, tenu à Nice, du 17 au 21 septembre 1901. Le principal point mis en discussion concerne « l'unité ouvrière ». Le représentant de la Bourse du travail de Montpellier intervient beaucoup. De quoi s'agit-il ? Fondée en 1895, la CGT est bicéphale. Les fédérations d'industrie et les syndicats de métiers sont membres de la section des fédérations, les Bourses du travail sont rassemblées dans la Fédération des Bourses du travail. Jusqu'en 1902, les Congrès des deux organisations « confédérées » ne se tiennent pas en même temps, ni dans la même ville. Le seul organisme commun réside en une direction confédérale. Au niveau local, le cloisonnement pose évidemment problème. Jusqu'en 1901, la fédération des Bourses est dirigée par Fernand Pelloutier militant « historique », prolétaire et intellectuel, une personnalité de poids à côté des premiers secrétaires généraux de la Confédération. Sa mort en mars 1901 change la situation. Elle pousse à revoir les structures, à rassembler les organismes de direction. Niel se fait le « champion » de cette « unité ouvrière », mais les pesanteurs de l'existant, la crainte de perdre leur identité freine les choses. Georges Yvetot successeur de Pelloutier partisan de cette unité, temporise en programmant une consultation sur le sujet. Le Congrès de la Confédération tenu à Lyon la semaine suivante adopte le processus. Niel y intervient avec talent et obtient que le prochain Congrès, en 1902, ait lieu à Montpellier. Cette désignation n'est pas sans arrière fond. Le rôle du comité organisateur dans la préparation du Congrès, permet à Niel, président de ce comité, de signer conjointement avec le secrétaire général (Victor Griffuelhes) les convocations et l'ordre du jour. Omniprésent pendant le Congrès, président le premier jour, président la séance finale, Niel obtient facilement que les nouveaux statuts mis en discussion du Congrès prennent effet au 1er janvier 1903. La fusion des deux fédérations gravée dans le texte de statuts dont chaque article est mis en discussion et au vote des congressistes si nécessaire donne lieu à un vote final dont la presque quasi-unanimité est un phénomène introuvable à la CGT jusqu'en 1914 :
- Vote[23] de « l'unité ouvrière » : sur 445 mandats, 440 voix se prononcent « Pour », 1 voix « Contre », et 4 bulletins sont blancs.

Préalablement Niel a été également membre du comité d'organisation du 10e (et dernier) Congrès de la Fédération des Bourses du travail de France et des colonies, tenu à Alger du 15 au 18 septembre 1902. L'accord des délégués des Bourses est évidemment la condition première de l'Unité. Il est donné à mi-congrès : sur 64 bourses ayant droit au vote, 62 se prononcent « Pour », 2 s'abstiennent. Sans qu'il soit question de minimiser le rôle des autres grands acteurs de ce moment fort du syndicalisme (Griffuelhes, Pouget, en particulier, pour la section des fédérations, et Yvetot et Delesalle à la fédération des Bourses), celui tenu par Louis Niel est considérable.

### 1903-1908, réforme et révolution?

#### Syndicalisme des ouvriers agricoles du midi
En 1903, Niel participe à la création d'une organisation fédérative des syndicats d'ouvriers agricoles de plusieurs départements du midi. Le premier congrès de cette fédération des Agricoles du midi se tient à Béziers en août 1903. Dès novembre 1903 ce prolétariat rural organise des grèves qui du département de l'Hérault, gagnent l'Aude et les Pyrénées orientales. Le nombre de syndicats triple en une année À l'automne 1904, une vague gréviste secoue les campagnes du Languedoc, où les ouvriers bénéficient de l'aide active de Niel et de Griffuelhes.

#### Une évolution perceptible de Congrès en congrès
En 1903, Niel participe à une publication annuelle, l'almanach 1904 de la Révolution. L'éditeur en est le secrétaire-adjoint de la section des Bourses du travail, Paul Delesalle, militant de l'Anarchisme. En 1904, il prend part au 8e Congrès de la CGT (Bourges 12 au 20 septembre). Il y préside une séance et intervient dans le débat sur la représentation proportionnelle des syndicats et fédérations au Comité confédéral national. Comme les anarcho-syndicalistes, comme les syndicalistes révolutionnaires, il combat cette proposition qui est rejetée par 392 mandats « Contre » et 76 voix « Pour ».
La plupart des brèves notes biographiques reproduisent l'affirmation que Niel serait devenu réformiste vers 1906. La lecture de l'intervention de Niel au Congrès d'Amiens, tenu du 8 au 14 octobre 1906, permet-elle cette affirmation ? Niel fait à Amiens une longue intervention, ce dont il a conscience. Elle a trait au texte de ce que l'histoire a retenu comme Charte d'Amiens. Niel est absolument d'accord avec les principes énoncés dans le texte de la charte. Séparation du politique et du syndical, il approuve. Vision de l'action syndicale autonome, il approuve. Mais il refuse de placer le syndicalisme comme seul moyen de transformation sociale. Selon lui, il y a convergence de l'intervention politique et de l'intervention « économique ». Il fustige les réformistes du parti socialiste mais il interroge : doit-on se faire la guerre entre organisations aspirant toutes deux à la transformation sociale :
- Je ne veux pas animer cette querelle de savoir laquelle de ces deux actions (I.e. syndicale ou politique) est la supérieure ; Je constate seulement que les syndicats sont une des plus précieuses sources qui alimentent et fertilisent tous les partis révolutionnaires, que cette fonction les place à un poste d'honneur. Mais je dois dire que considérées dans leur œuvre immédiate, ces deux actions sont toutes deux réformistes et considérées dans leur but, elles sont toutes deux révolutionnaires.

Niel aime parler, c'est un fait. Mais jusqu'en 1910, réitérée à chaque intervention, sa conviction que les actions des syndicats et celles des groupements politiques (tant socialiste qu'anarchiste) ne sont pas exclusives l'une de l'autre, ne l'étiquette décidément pas dans une catégorie ou une autre. Au lendemain de son élection à la tête de la CGT, La revue syndicaliste il écrit encore :
- Il y a des réformes qui ont une profonde vertu révolutionnaire : ce sont toutes celles qui font passer une partie de la puissance économique ou morale du patronat entre les mains du prolétariat. (…) Par exemple la loi syndicale (sic. sur le droit syndical), la loi sur le repos hebdomadaire, la loi des dix heures. (…) Ainsi donc, tous les syndicalistes qui poursuivent une réforme quelconque sont des réformistes. Et comme les réformes syndicales sont de qualité révolutionnaires, tous ces réformistes sont des révolutionnaires.

Georges Lefranc historien du mouvement ouvrier, qui avait été auparavant acteur du syndicalisme, en rendant compte du Congrès d'Amiens, pose la question : Où classer Niel ? :
- Il vient des milieux du syndicalisme révolutionnaire. Mais il évolue et se rapproche des réformistes. (…) Son intervention a été soigneusement préparée ; les documents qu'il étale sur la tribune, numérotés et couverts de sa fine écriture en font foi. Il pose le problème avec méthode avec ampleur. Très nuancée son intervention (fait la leçon) aux anarchistes d'abord, aux socialistes ensuite.

#### 10eCongrès,  Marseille, 1908: une direction syndicale en perte de vitesse
Le 10e congrès de la CGT se tient à Marseille du 5 au 12 octobre 1908. Niel intervient encore, mais il n'est pas le seul. Entre 1906 et 1908, la direction de la CGT a pratiqué la politique de la chaise vide dans le mouvement ouvrier international, au prétexte que l'Internationale imposerait des rapports entre syndicalistes et socialistes. Niel se fait le défenseur de la reprise des relations internationales. Il demande le vote du congrès sur une motion qu'il présente. Poussée dans ses retranchements, la direction de la CGT consent à rétablir ces relations en posant un préalable de conditions. Soumise prioritairement au vote des congressistes, cette motion est adoptée :
- vote sur la reprise conditionnelle des relations internationales : 693 voix « Pour » ; 438 voix « Contre », pour 1 177 votants. Les voix « contre » sont… pour une reprise sans conditions. Le rapport de force entre les « révolutionnaires » et les autres donne 58,8 % aux premiers, 37,4 % aux seconds. La CGT n'est plus un bloc monolithique.
- Puis le congrès se prononce pour un antimilitarisme virulent : le texte présenté par la direction recueille 670 voix, contre 406 voix, pour 1 147 votants. Le rapport est à peu près semblable : 58,4 % pour les uns, 35,4 % pour les autres.

Perceptible dès le congrès d'Amiens (1906), où la motion antimilitariste de Yvetot n'avait été approuvée que par 488 voix, soit 56,7 % des congressistes, les lignes de fracture qui traversent les quelque 280 000 syndiqués sont une réalité. Le gouvernement Clemenceau peut bien tenter d'utiliser cette réalité, la CGT est en état de crise idéologique, organisationnelle, quand le secrétariat général de la Confédération échoie à Niel, à la surprise générale en février 1909.

### Au secrétariat général de la CGT: 1909

#### Élection dans un climat de crise syndicale
Le gouvernement Clemenceau, dans sa lutte contre le syndicalisme révolutionnaire embastille en 1908 la direction de la CGT. Pendant son incarcération, le dirigeant de la CGT, Victor Griffuelhes, homme d'action plus que gestionnaire de trésorerie syndicale, est mis en cause par plusieurs de ses pairs, pour sa gestion peu classique des fonds de la Confédération. Il démissionne en janvier 1909. Le trésorier en titre, Albert Lévy, rend lui aussi son tablier. Dans un climat de luttes de tendances et de suspicion généralisée, le Conseil national élit, au deuxième tour d'un scrutin qui se joue à une voix de majorité, le candidat Louis Niel. Cette majorité très courte traduit pourtant un rapport de force au sein de la centrale syndicale beaucoup plus marqué. L'évolution de Niel vers des positions dites « réformistes », traduit en même temps l'évolution d'une majorité de syndiqués vers un réalisme qui rompt avec la gesticulation des tenants du syndicalisme révolutionnaire. Le processus électoral est mis en branle par… Griffuelhes lui-même, alors que le Bureau confédéral sortant avait été reconduit intégralement après le Congrès de Marseille d'octobre 1908. Son accusateur le plus véhément est le trésorier Lévy, qui appartient à la même mouvance révolutionnaire. Albert Thomas, « réformiste » en syndicalisme comme en politique, dans la revue qu'il anime, La Revue syndicaliste ne peut que remarquer que c'est le désarroi de l'ancienne majorité « révolutionnaire » qui a provoqué une élection dont la modalité de votes (par fédérations et non par syndicats) se rapproche le mieux du vote « proportionnel » qu'elle refusait lors des Congrès. Dans cette configuration si l'on remplace les voix obtenues par Niel le 24 février 1909 par les effectifs syndicaux qu'elles représentent, les résultats sont beaucoup plus clairs :
- 24 février, 1er tour du scrutin, trois candidats sont en lice.
  - Louis Niel, qui appartient à la fédération du Livre (10 000 syndiqués, dont le secrétaire Auguste Keufer se proclame « réformiste » « pur-jus ») est présenté par la fédération des mineurs (30 000 syndiqués), et soutenu par les fédérations des chemins de fer (45 500 syndiqués), des mécaniciens (5 000 syndiqués), de l'Éclairage (5 200 syndiqués), des Employés (3 000 syndiqués), de la lithographie (1 500 syndiqués), du papier (1 000 syndiqués) et des Établissements militaires (5 000 syndiqués).
  - Nicolet, est présenté par la Fédération du Bâtiment, prototype des syndicalistes révolutionnaires, 45 000 syndiqués.
  - et… Griffuelhes, non-candidat, mais présenté par sa fédération syndicale, celle des Cuirs-et-peaux, 8 000 syndiqués, et soutenu par les Bûcherons (6 200 syndiqués), les Agricoles du Midi (2 500 syndiqués, la fédération des mouleurs (4 000 syndiqués), celle de l'Alimentation (2 500 syndiqués).
- Niel recueille d'emblée 27 voix sur 59 votants, Griffuelhes recueille 19 voix, et Nicolet 12 voix. Il y a une abstention.
  - Les 27 voix de Niel cumulent ses soutiens déclarés, avec d'autres forces fédérées peut-être plus par le refus de verbiage et de l'aventure plus que par une adhésion à un « réformisme » imaginaire ; en nombre de syndiqués, ce sont des forces importantes qui s'adjoignent à lui : le Textile (20 000 syndiqués), les ouvriers des PTT (4 500 syndiqués), la fédération des tabacs (9 000 syndiqués), les Ports-et-docks (5 000 syndiqués), les musiciens, 4 700 syndiqués, la fédération de la céramique (3 000 syndiqués, etc. Ces 27 voix correspondent à 167 600 syndiqués.
  - Le non candidat Griffuelhes est battu non seulement en voix du Comité confédéral, mais encore plus en nombre de syndiqués. À ses soutiens d'origine, il faut ajouter la fédération des coiffeurs (2 000 syndiqués), celle des Verriers (4 000 syndiqués), de la Bijouterie (1 800 syndiqués), , des Allumettiers (1 500 syndiqués, dont le représentant est Léon Jouhaux, etc. en nombre de syndiqués la conversion lui donne près de 31 000 voix, largement moins que le troisième « officiel ».
  - La candidature de celui qui s'affiche être dans la lignée des précédents Congrès, Nicolet, ne rallie à elle que peu de fédérations, mais elles regroupent 85 000 syndiqués. Au Bâtiment se sont joints la Métallurgie (14 000 syndiqués), les ouvriers de la Marine (5 000 syndiqués, dont le représentant est l'ancien trésorier Lévy, qui rejoint les abstentionnistes au second tour), les inscrits maritimes (3 500 syndiqués).
- Le second tour voit la conjugaison des voix des deux candidats « révolutionnaires », mais Nicolet subit le transfert de la fédération de l'Alimentation vers Niel, le maintien des voix bûcheronnes sur le nom de Griffuelhes[37], l'abstention de la Marine. Majoritaires d'une voix en théorie, les « révolutionnaires » ne recueillent que 27 voix, Niel en obtient 28… Il y a trois abstentions. De fait le vainqueur représente 170 000 syndiqués, son adversaire équivaut à 100 000 syndiqués. La logique semble respectée[38].

Mais le vocabulaire employé par les historiens, plus de cent ans après les faits, recouvre une réalité moins tranchée que les mots. Louis Niel, peut-il être classé « réformiste » ? Il est l'élu fort légitime d'un majorité qu'il est difficile de classer dans une catégorie. Et si les deux candidats « révolutionnaires » ne correspondent pas vraiment à un courant majoritaire, en quelle mesure peut-on dire que la CGT est, avant-guerre, un syndicat « révolutionnaire » ? Les catégories utilisées par les militants doivent-elles être reprises sans sourciller par les historiens ? Le débat dépasse de beaucoup la personnalité de Niel, comme celle de Léon Jouhaux son successeur.

#### La crise sociale en France du printemps 1909
Arrivé à la direction de la CGT dans une large mesure par surprise il reste à Niel de démontrer qu'il a l'envergure d'un grand dirigeant. Dès le début il a contre lui les battus du 24 février. Habitué au midi, à son soleil et à ses accents, il se retrouve dans un Paris où l'hiver ne finit pas. En mars 1909, il neige sur les cohortes de postiers se rendant aux meetings de grève. Entre la Bourse du travail de Montpellier, et les locaux de la Cgt parisienne, où son collègue Yvetot est depuis longtemps acclimaté (quand il n'est pas en prison ou en tournée de propagande), il y a un monde. De plus, les deux dirigeants confédéraux appelés à partager leur bureau en un temps où ils sont pratiquement (avec le trésorier) les seuls permanents syndicaux, se haïssent jusqu'à l'affrontement physique. L'historien Édouard Dolléans laisse la plume au syndicaliste Merrheim pour porter l'estocade à Niel. Voici le jugement dressé par un syndicaliste sur un autre, alors qu'ils sont théoriquement appelés à travailler ensemble :
- Barbouillé de phrases et de théories, Niel est le bavard pontifiant type, qu'on allait installer où il fallait, là où il faut un homme de décision prompte et d'action… Niel marque en quelque sorte le point culminant de la crise (syndicale). Merrheim ne s'en tient pas là. Selon une méthode souvent reprise dans le mouvement ouvrier, il accuse visiblement sans preuve son collègue : Il a été l'agent essentiel des manœuvres gouvernementales destinées à étrangler le syndicalisme vivant et actif de la Confédération. Que Niel ne se soit pas rendu compte qu'en le faisant ainsi arriver au poste de secrétaire confédéral par l'escalier de service, c'est regrettable[42]. Doit-on cent ans après reprendre la diatribe[43]. La crise du syndicat est une maladie qui a incubé sans que Niel y soit pour quelque chose. Le mouvement gréviste, qui atteint un sommet en 1906 (9 millions de journées « perdues » selon les statistiques officielles)[44] retombe comme un soufflé raté en 1907 (3,5 millions de journées) et atteint l'étiage en 1908 (1,7 million de journées). Or en 1909, la tendance s'inverse ! 3,5 millions de journées de grève sont comptabilisées pour l'année[45]. Alors que la CGT aurait été handicapée par une direction « réformiste » ? En fait, le mouvement gréviste dépend moins de mots-d'ordre syndicaux que de la conjoncture économique et sans doute du climat politique. Pour celui-ci, le gouvernement formé par Clemenceau en octobre 1906 a atteint les limites de l'illusion. Porté au pouvoir par une majorité de gauche, incluant des socialistes indépendants, il est miné par la contradiction entre son programme et son œuvre. Usé par deux années de combat contre les mouvements sociaux, il voit au cours du premier semestre 1909 se lever contre lui des catégories sociales qui lui étaient au départ favorables. C'est le cas des personnels des Postes et Télégraphes dont l'entrée dans le mouvement social est fracassante[46] C'est le cas aussi des instituteurs. Ces deux corps sociaux sont unis par la répression que le gouvernement mène contre leur syndicalisme naissant. En avril 1907, il révoque tout simplement les dirigeants associatifs des PTT et des instituteurs qui demandent d'accéder au droit syndical commun avec les autres salariés. Alors que des conflits sociaux localisés s'enkystent dans la durée celui des boutonniers de Méru, relayés par les grèves des délaineurs de Mazamet, puis les grèves des inscrits maritimes, les grèves des agents de La Poste et ceux du Télégraphe vont entrainer la chute de Niel puis celle de Clemenceau. Interdits de syndicalisme, les agents des PTT transforment de fait, leur association corporative en syndicat. Les facteurs constitués (illégalement) en syndicat depuis 1906 revendiquent l'adhésion à la CGT. La petite troupe des ouvriers des lignes télégraphiques et téléphoniques, la seule où le syndicalisme est légal, met le poids d'une très forte syndicalisation au service des autres. Mais l'inexpérience de ces néophytes en matière de lutte, et la répression extravagante du gouvernement qui révoque en mai 1909 les grévistes par fournées de 200, puis de 300 amènent les leaders d'un mouvement gréviste en perdition à demander secours à la CGT[47]. Niel, tout aussi néophyte face à un mouvement inédit, mais ayant assez de clairvoyance pour ne pas croire en l'efficacité d'une hypothétique surenchère gréviste, exprime maladroitement un point de vue que ses adversaires se font un malin plaisir à colporter.

#### Le fiasco d'une « grève générale»
Le duo ministériel Clemenceau-Barthou, qui a semblé céder aux grévistes des PTT, en mars 1909, lance une vaste chasse contre les meneurs du mouvement de grève. Elle les traduit en conseil de discipline, aux fins de révocation. Croyant en leur force « syndicale », les organisations regroupées en une « Fédération des PTT » appellent les personnels à une grève générale de la profession. Fixé au 12 mai, le démarrage de cette grève montre dès le premier jour la faiblesse de l'audience du mot d'ordre, et la force brutale du gouvernement qui révoque en trois jours plus de 500 grévistes. Dans l'illusion d'une solidarité affirmée par quelques fédérations de la CGT, pour sauver du naufrage leur propre grève, les leaders du mouvement postier se tournent vers la Confédération et en appellent à sa solidarité. Or Niel, au même moment, affirme publiquement l'inanité de la stratégie de la grève générale brandie par les syndicalistes révolutionnaires comme le passe-partout suprême du syndicalisme… Réuni à huis clos, le Comité confédéral de la CGT répond favorablement aux postiers à une forte majorité. Il lance un appel à la grève générale le 18 mai 1909. Hormis dans certains secteurs du Bâtiment, c'est un fiasco total. Bouc émissaire idéal pour expliquer l'échec de la grève, Niel, mis en minorité, démissionne alors de son poste.

#### Démissionnaire mais responsable de sa fonction
Élu secrétaire général de la CGT le 24 février 1909, il démissionne le 26 mai 1909. Une séance du comité confédéral se tient ce jour-là. Il faut faire à chaud le bilan de l'action. Les syndicalistes révolutionnaires, qui ont poussé à l'aventure ne se reconnaissent pas de responsabilité dans le désastre. Niel et ses soutiens non plus. Selon son témoignage, il aurait démissionné bien avant, etc. si les postiers ne s'étaient mis en grève :
- Je ne croyais pas tomber dans un milieu aussi décomposé par les passions politiques ou les querelles personnelles.

Cependant c'est le résultat d'un vote majoritaire de défiance du comité confédéral envers lui qui lui fait remettre sa démission. En effet, au terme de la discussion, la CA est amenée à se prononcer sur l'action du secrétaire général. Ce vote est négatif : 60 voix se prononcent contre, 36 voix se prononcent pour, et on dénombre 3 abstentions. On peut remarquer que neuf jours plus tôt, la CA s'était prononcée par une majorité de 83 voix pour la grève générale (6 voix contre et 28 abstentions). Le secrétaire adjoint Thil démissionne aussi ce 26 mai 1909. Pour la troisième fois en deux ans la CGT se retrouve sans tête…
Cette date pourtant communément admise, ne marque pas le terme exact de ses fonctions. Jusqu'au 13 juillet 1909 il assure l'intérim du secrétariat général. Cette période d'intérim « officiel » apparaît en toutes lettres dans les documents syndicaux. La lecture des travaux d'une conférence nationale de la CGT tenue début juin 1909 à Paris montre même que sans la présidence et les interventions de Niel, les 135 membres de cette instance en seraient peut-être venus aux mains ou se seraient dispersés le soir du deuxième jour ! C'est également Niel qui organise la procédure (assez formalisée), de son remplacement : appel à candidature, recollement de celles-ci, convocation, etc. Le 12 juillet cessent effectivement ses fonctions. Le vote de la seule section des fédérations ne peut être comparé aux votes précédemment évoqués qui incluent les représentants de la section des Bourses du travail. Léon Jouhaux, candidat des syndicalistes révolutionnaires, est loin de faire l'unanimité. Aux 35 voix se portant sur son nom, les 20 abstentions (et les 3 ou 4 fédérations absentes), montrent une fois encore la diversité du paysage cégétiste. Le Congrès de 1910 va en donner un autre exemple.
En juin 1909, les tenants d'une ligne « réformiste » au sein du mouvement syndical créent un Comité d'union syndicaliste. Aux côtés d'un autre ancien secrétaire général de la CGT, Eugène Guérard, encore secrétaire général de la fédération des cheminots, se retrouvent le leader de la fédération du Livre, Auguste Keufer, celui de la fédération du textile Victor Renard. Louis Niel contribue au journal de cette organisation, L'action ouvrière, dont il est à remarquer que sa création en octobre 1909 est concomitante de la création par un petit groupe de syndicalistes révolutionnaires d'un organe d'études et de réflexion, La Vie ouvrière. Le parallèle entre les deux revues s'arrête là : L'action ouvrière cesse sa parution en avril 1910. À cette date Niel est porté candidat député aux élections générales. Bien que contesté par une partie des socialistes de l'Hérault le Parti socialiste (SFIO) le désigne dans la 1re circonscription de Béziers. Il y fait un score très en retrait des résultats antérieurs.

### Bien présent au11eCongrès de la CGT, octobre 1910!
Lorsque se réunit à Toulouse le 11e Congrès de la CGT, du 10 au 15 octobre 1910 les événements de l'année 1909 semblent loin. À lire le rapport d'activité, l'impression est de visiter un pays irréel : la CGT progresserait significativement depuis l'an 1900. Un tableau permet aux délégués, de suivre La progression du nombre de syndicats sans s'appesantir sur le nombre de syndiqués ni sur le taux de syndicalisation. L'ensemble du prolétariat conviendrait de la justesse des positions de la CGT. Et la presse est si évidemment à la solde des patrons et de ceux qui veulent du mal à l'unité ouvrière qu'on interdit la salle du Congrès aux journalistes de quatre grands journaux « parisiens ». Le rapport cite Niel à deux reprises. L'une concerne les grèves du printemps 1909 :
- La grève générale avait fait naître divers incidents, dont celui qui fut cause de la démission des camarades Niel et Thil secrétaire et secrétaire adjoint de la CGT.

La seconde occurrence où le nom de Niel figure, positivement - mais il ne faisait qu'appliquer « les décisions du Congrès de Marseille » est-il précisé !- concerne la reprise des relations syndicales internationales.
Il se trouve que Niel est parmi les délégués au Congrès. Ce ne sont pas les syndicats agricoles du midi qui le délèguent, ni la Bourse du travail de Montpellier, dont il était mandataire depuis 1901, mais divers syndicats de la Fédération des Chemins de fer, où Eugène Guérard l'avait fait entrer pour des travaux administratifs. Comme lors des Congrès précédents, il intervient. Interrompu. Il s'indigne et obtient malgré l'obstruction de quelques congressistes de pouvoir exprimer son point de vue sur ses quatre mois de Numéro Un de la CGT. Le compte rendu du congrès transcrit :
- On accorde à Niel de parler plus d'un quart-d'heure.

« On » est d'autant plus contraint de lui laisser la parole, qu'il intervient pour défendre un texte sur les « retraites ouvrières », contraire à une motion déposée sur ce sujet par Léon Jouhaux. De plus, même si cela se traduit sans ostentation, Jouhaux lui-même évolue. Il ne cherche pas l'incident et il est probablement plus enclin à la démocratie syndicale que certains de ses amis.
Louis Niel n'est pas un théoricien. Pragmatique, « traître » aux yeux de certains syndicalistes révolutionnaires, il a eu la malchance d'accéder au secrétariat général de la Cgt lors d'un des pires moments de la politique antisociale de la République radicale. Marionnette de Clemenceau ? L'accusation ou la suspicion lui est accolée sans procès. Au Congrès de Toulouse, Yvetot l'interrompt : Le discours que Niel a fait (i.e. le 15 mai 1909, contre la grève générale), Jouhaux l'a fait, moi je l'ai fait, aussi en maintes circonstances. Mais il y a les circonstances. Niel a fait ce jour là une grosse gaffe (…) une faute. Deux des dirigeants de la grève des PTT sont dans la salle : Pauron, secrétaire du syndicat des ouvriers des PTT et Lamarque, ancien leader des employés du central télégraphique de Paris, épicentre de la grève en mars 1909. Ils sont loin « d'enfoncer » Niel.

#### Les retraites ouvrières: motion « Niel» contre motion « Jouhaux»
Le débat sur les retraites ouvrières est le dernier où le nom de Niel apparaît dans la vie de la CGT. Lire le texte des deux motions renvoie au débat plus vaste : Réforme ou révolution à quoi doit servir le syndicalisme.
- Au nom des « révolutionnaires » la motion présentée par Jouhaux affirme l'opposition des organisations ouvrières « à l'application de la loi au moment où elle entrera en application ». Mais comment ? « En s'opposant à toutes retenues sur les salaires pour le fonctionnement de la loi, tant qu'il ne sera pas apporté des modifications devant assurer aux producteurs une retraite normale à un âge moins reculé ». Probablement conscient du flou des formules les auteurs précisent[60] en fin de compte que… cette loi est « utile dans son principe, contraire à nos intérêts dans ses dispositions. » N'est-ce pas dire que de meilleures dispositions légales feraient que les « révolutionnaires » approuveraient la « réforme » ?
- La motion « réformiste » présentée par Niel [61] est bien plus circonstanciée : 
 (…) Considérant que dans l'état actuel de nos mœurs et du progrès social ce problème (ie : la vie des travailleurs dans leur vieillesse) ne peut pas recevoir la solution la moins imparfaite qu'avec le concours de la loi
Considérant qu'en régime capitaliste les lois sociales arrachées au patronat gouvernant ne donnent et ne peuvent jamais donner pleine satisfaction à la classe ouvrière (…)
Considérant que les lois comme les règlements les statuts et les idées ne sont pas immuables et qu'elles sont susceptibles de recevoir les perfectionnements que (…) notre action peut leur faire subir, le Congrès déclare que la situation créée par la loi des retraites est préférable à celle qui résulterait de l'absence de toute loi. (…). Suivent cinq propositions précises dont la dernière synthétise le projet syndical :
  - 1- Faire abaisser la limite d'âge des ayants droit au moins jusqu'à 55 ans
  - 3- Faire étendre le bénéfice de la loi à tous les travailleurs résidant en France sans distinction de nationalité
  - 4- Associer la classe ouvrière au contrôle et à la gestion de la caisse de retraite
  - 5- Exiger que la part contributive de l'État soit de plus en plus grande, jusqu'à ce que, par un système général d'assurances sociales les travailleurs soient garantis, non seulement contre la vieillesse, mais aussi contre le chômage, la maladie et tous les risques d'invalidité.
- Le vote du congrès se fit par mandats sur les deux textes. Il y eut 1 325 votants. Le texte « Jouhaux » recueillit 1049 voix soit 79 % des mandats. Le texte « Niel » eut le soutien de 251 voix, soit 19 % des mandats. L'histoire sociale de la France sur le reste du siècle quant à elle, tient en la reprise de la motion « Niel » du congrès de 1910 par Jouhaux et l'ensemble du mouvement syndical et social dans la construction d'un modèle social français.

## Trente ans après
En 1937, Léon Jouhaux signe pour les éditions Gallimard-NRF un livre qu'on peut qualifier « d'actualité ». Revenant sur la période 1906-1910, il écrit :

« La querelle entre « réformistes » et « révolutionnaires », entre partisans de la liaison avec l'action politique et défenseurs de l'autonomie syndicale, ne fut pas complètement liquidée par la Charte d'Amiens. On la vit reparaître en diverses circonstances jusqu'à la guerre. ce qui tint principalement au fait que des éléments extérieurs acquis aux méthodes de violence s'efforcèrent de pénétrer dans la CGT et y réussirent partiellement grâce aux conditions que créait alors la répression brutale et sanglante des mouvements de grève par le gouvernement de feu Clemenceau. »

## Les journaux et revues où Louis Niel a contribué
Liste des brochures dont Niel est l'auteur
Contrairement à un vulgate posant « la difficulté de se prononcer sur la valeur intellectuelle de Niel », les écrits, comme ses interventions aux divers congrès, de Louis Niel, montre un militant sachant mener une controverse, élaborer des écrits, argumenter ses positions. Plusieurs contributions de Niel sont accessibles grâce à internet . Il n'est pas inintéressant de lister (de manière non exhaustive) les lieux de ses participations écrites :
- Les Temps nouveaux (Anarchiste)
- La Voix du Peuple (organe de la CGT)
- La Lutte sociale, (anarchiste)
- La Revue populaire d'économie sociale, article en 1907 sur les troubles du Midi.
- La Revue syndicaliste (directeur, le socialiste Albert Thomas), articles en 1905, 1907, 1909.
- L'Humanité, articles dans la rubrique « tribune syndicale » en 1908 et 1909
- L'Action ouvrière (réformiste)

### Sources principales
- Dictionnaire biographique du mouvement ouvrier français version papier, tome 14, pages 181-182, notice « Louis Niel ». Le dictionnaire est consultable en cédérom.
- Jean Sagnes, Le mouvement ouvrier du Languedoc (« Syndicalistes et socialistes de l'Hérault, de la fondation des Bourses du travail à la naissance du parti communiste »), éditions Privat, Toulouse, 1980.
- Édouard Dolléans, Histoire du mouvement ouvrier, tome 2 (1871-1920), Armand Colin, Paris, 1939 (réédition de 1967).
- Georges Lefranc, Le mouvement syndical sous la troisième république, Payot éditeur, Paris, 1967.
- Michel Dreyfus, Histoire de la CGT (« Cent ans de syndicalisme en France »), éditions Complexe, 1995.
- Institut CGT d'histoire sociale, comptes rendus des congrès de la Cgt, version numérisée :
  - 12e Congrès corporatif (6e de la CGT) Lyon, 23-27 septembre 1901.
  - 13e Congrès corporatif (7e de la CGT) Montpellier, 22-27 septembre 1902.
  - 14e Congrès corporatif (8e de la CGT) Bourges, 12-20 septembre 1904.
  - 15e Congrès corporatif (9e de la CGT) Amiens, 8-16 octobre 1906.
  - 16e Congrès corporatif (10e de la CGT) Marseille, 5-12 octobre 1908.
  - 17e Congrès corporatif (11e de la CGT) Toulouse, 3-11 octobre 1910.
- Idem, comptes rendus des congrès de la Fédération des Bourse du travail :
  - 9e Congrès, Nice, 17-21 septembre 1901.
  - 10e Congrès, Alger, 15-18 septembre 1902.
- Idem, Conférence extraordinaire des fédérations & des Bourses, Paris, 1-3 juin 1909.
- Seuls (pour la période concernée) les actes du Congrès d'Amiens ont été republiés :
  - Institut CGT d'histoire sociale, 1906, le congrès de la Charte d'Amiens, Paris 1983,
- Les autres sources bibliographiques sont pour la période d'avant 1914 répertoriées à l'article : Bureau confédéral de la CGT.
- Sur la crise de 1909 :
  - Christian Henrisey, Postiers en grèves 1906-1909, Entraide PTT sud-est, 1995.
- Le cadre sociétal et politique est dressé par :
  - Madeleine Rebérioux, La République radicale ? 1898 - 1914.
- La presse quotidienne est consultable sur le site Gallica de la BNF.
- Le même site livre à la consultation le périodique « réformiste » La revue syndicaliste, où Niel a écrit plusieurs articles entre 1905 et 1909.
- Sur l'idéologie d'origine de Louis Niel (dont le nom y est cité) :
  - Jean Maitron, Le mouvement anarchiste en France, tome 1, Des origines à 1914, François Maspero éditeur, Paris, 1975.
- Un point de vue Cgt sur la cgt

- - Léon Jouhaux La Cgt! ce qu'elle est, ce qu'elle veut, Gallimard-NRF,  Paris, 1937.